# Bromelia reversacantha
Espèce
Bromelia reversacantha est une espèce de plantes à fleurs de la famille des Bromeliaceae. C'est une plante tropicale endémique du Brésil.

## Distribution
L'espèce est endémique de l'État de Goiás au Brésil.

## Description
L'espèce est hémicryptophyte.